# Церковь Николая Чудотворца (Мариинская)
Церковь Святого Николая Чудотворца (Никольский, Свято-Никольский храм) —  православный храм в станице Мариинской Области Войска Донского, ныне Константиновского района Ростовской области.

## История
Станица Мариинская была образована в 1844 году в результате слияния двух станиц — Быстрянской и Нижне-Каргальской; новая станица получила своё название в честь Марии — дочери Николая I.
Станица Нижне-Каргальская имеет более глубокие корни, чем Быстрянская — она существовала, по русским источникам, при Борисе Годунове, а по донским преданиям — с начала XV века. Была она основана переселенцами с территории нынешней Оренбургской области после разрушительного похода в донские края Тимура и сына его Мираншаха. Впервые в документах Нижнее-Каргальский городок упоминается в «Дорожнике» (памятнике литературы XVI века), где за 1653 годом записано: «…городок другой Каргалы 40 верст от Каргал, на Ногайской стороне стоит. Сто казаков живёт». В 1720 году в Нижне-Каргальском городке служил, священник Лаврентий, перешедший сюда из Рязанской епархии. В 1735 году Нижнее-Каргальская станица доносит епископу Воронежскому и Елецкому Иоакиму (Струкову): «…что в станице поп Лаврентий умер, а у нас при часовне святителя Николая Чудотворца священника нет, к строениею же церковному лес давно изготовлен и во всем исправен… Посовещавшись между собой, приговаривали города Черкасска Прибылянской станицы из казаков дьячка Ивана Иванова в попы, дабы вспомоществованию к строению церковному нас возбуждал, ноне же у нас за службами Её Императорского Величества о том стараться некому» (св. 5 дел. Нижнее-Каргальской ст. № 3). Вместо часовни в 1738 году была построена деревянная церковь. За ветхостью она была закрыта 19 августа 1751 года. Из клировой ведомости за 1851 год видно, что «Николаевская церковь ветха, а находившаяся при ней деревянная колокольня за обветшалостью, из опасения разрушения была разобрана». Вместо неё рядом выстроена новая, деревянная церковь, также в честь святителя Николая, которая была освящена 28 января 1756 года. В 1779 году станица Нижнее-Каргальская перешла на место, где ныне расположен хутор Горский. Старый Свято-Никольский храм переносить за его ветхостью не стали, он был пожертвован хутору Большому (ныне станица Большовская). А новом месте построили деревянную церковь с тем же наименованием. Освящение храма состоялось 4 декабря 1785 года, колокольня была воздвигнута в 1820 году.
Быстрянская станица впервые была упомянута в 1672 года в показаниях Фрола Минаева Посольскому Приказу в Москве. Бытовое название Быстрянской станицы до начала XX века было «Каргалы». Схожее имя — Каргалинская имела станица Терского семейного войска, образованного переселенцами с Дона в первой трети XVIII века. Существовали поселения у татар и ногайцев с таким названием. Прозвище станичников было «сурки», а присказка о них бытовала, что они «семь лет каргу воевали, у кундрючан порох занимали». «Карга» — ворона, в переводе с тюркских языков.
Обе станицы, существовавшие до 1844 года, неоднократно меняли своё местоположение. Каргальская до 1779 года была несколько выше по течению Дона, между Доном и озером Дербень. Быстрянская первоначально находилась на левом берегу, на Быстрянских буграх, но в 1788 года переселилась на правый берег Дона.
Были в истории станиц тяжёлые времена. 15 августа 1738 года изгнанные казаками с кубанских кочевий татары под предводительством Касай-мурзы напали на Быстрянскую станицу. На третьем приступе станица, которую обороняли в основном женщины и старики, пала. Потери были значительны. Погиб атаман, казак Булатов погиб вместе с женой и младшим из внуков, а старшему внуку отрубили обе руки, когда он пытался вызволить заарканенную татарами невесту. Татары осадили и Нижне-Каргальскую станицу, но донцы под командованием войскового атамана Даниила Ефремова вынудили их отступить на Кубань. В следующем году набег повторился, но был отражен с минимальными потерями у казаков.
В том же 1738 году в Быстрянской станице в память о павших 15 августа была выстроена деревянная церковь Сретения Господня. В 1764 году обозревавший церкви донских станиц Воронежский благочинный о. Баженов в своем докладе святителю Тихону (святой Тихон Задонский) так писал о Сретенской церкви: «Она ветха и в ней бывает течь, по стенам великия скважины есть, ковчега и месячных миней не имеется». Причина такого нерадения к храму была та, что приход был крайне расстроен расколом.
В 1776 году священник Быстрянской станицы умер, но казаки вместо него никого не выбирали, поэтому приход был закрыт. Станица Быстрянская находилась без священника до 1785 года. В 1778 году станица Быстрянская переместилась на настоящее место. К 1793 году по их просьбе в станице снова был открыт приход. 6 июля 1794 года под храм был заложен фундамент. Его освящение состоялось 5 августа 1798 года. Из клировой ведомости за 1851 год можно увидеть, что «в станице Мариинской Сретенская церковь ветха, а колокольня по ветхости до половины разобрана».
В 1865—1866 годах Сретенская церковь была пожертвована хутору станицы Мариинской — Большому, в котором из двух старых церквей Нижне-Каргальской и Быстрянской был построен один храм. В самой станице Мариинской в 1860 году выстроен новый деревянный храм с колокольней в честь святителя Николая Чудотворца. Через три года было открыто Мариинское одноклассное станичное церковно-приходское училище. Церковь, построенная в 1860 году, была разрушена бурей в 1888 году.
В 1901 году взамен разрушенного храма станичники воздвигли новую каменную Никольскую церковь.
После Октябрьской революции, уже в советские времена, в 1956 году, Никольская церковь была взорвана — было принято решение построить на её месте сельский клуб.

### Наши дни
Православная община в станице Мариинской Константиновского района Ростовской области начала возрождаться в конце 1990-х годов, после распада СССР. Община включает в себя также жителей близлежащих хуторов — Правды и Горского. Общая численность населения в этих населенных пунктах от двух до трёх тысяч человек. Не имея собственного храма, верующие станицы Мариинской на протяжении многих лет собирались на молитву в жилом доме в станице, специально обустроенным для этого. В 2001 году станичники решили построить храм взамен уничтоженного. Строительство нового Свято-Никольского храма начиналось на малые пожертвования прихожан. Но за несколько лет удалось вывести стены основной части храма и перекрыть её кровлей. В мае 2006 года была отслужена первая Божественная литургия.
В марте 2007 года по благословению архиепископа Ростовского и Новочеркасского Пантелеимона в Свято-Никольский приход был назначен на постоянное служение священник. Свято-Никольский приход был зарегистрирован государственной регистрационной службой. Деятельность по возрождению православия в станице стала более активной: ведётся духовно-просветительская работа с жителями, налаживается сотрудничество с местной школой. Ребята участвуют в церковно-приходской жизни, прислуживают в алтаре, несут клиросное послушание. На базе школы факультативно ведется преподавание Основ православной культуры.